# Юн Вон Чхоль
Юн Вон Чхоль (кор. 윤원철, р.3 июля 1989) — северокорейский борец греко-римского стиля, чемпион мира, призёр чемпионатов Азии.

## Биография
Родился в 1989 году в провинции Пхёнан-Пукто. В 2012 году принял участие в Олимпийских играх в Лондоне, где занял 15-е место. В 2013 году стал чемпионом мира и завоевал бронзовую медаль чемпионата Азии. В 2015 году стал бронзовым призёром чемпионата мира.